# Eisenbahnunfall von Kyauktaga
Bei dem Eisenbahnunfall von Kyauktaga entgleiste am 28. Januar 1928 der Schnellzug von Mandalay nach Rangun, Myanmar (damals: Burma), bei der Ortschaft Kyauktaga. 54 Menschen starben.

## Unfallhergang
Vier Laschen des Gleises der Strecke waren auf einer Brücke abgeschraubt worden. In der Unfalluntersuchung wurde vermutet, dass das in der Absicht geschehen war, einen Güterzug entgleisen zu lassen und ihn dann auszurauben. Der Güterzug fuhr aber mit so geringer Geschwindigkeit, dass das Gleis hielt. Der folgende Schnellzug, der „Mail“, von Mandalay nach Rangun, dagegen entgleiste und vier seiner Wagen stürzten 50 Meter tief in einen Fluss.

## Folgen
54 Menschen starben, mehr als 30 wurden darüber hinaus verletzt. Ein Mann wurde in der Sache verhaftet, zum Tod verurteilt, das Urteil aber wieder aufgehoben.